# Véronik
Véronique Frossard, née à Saint-Maurice le 22 mai 1957, connue sous son pseudonyme Véronik, est une dessinatrice suisse de bande dessinée, puis artiste peintre.

## Biographie
Née en 1957 à Saint-Maurice dans le Valais, Véronique Frossard est de nationalité suisse. 
Elle commence sa carrière dans la publicité avec Sylvain Brossard et crée l'agence Brossard-Frossard. Sous l'influence de Sylvain Brossard alias Sylli, elle se met à la bande dessinée. Elle adopte le pseudonyme « Véronik » pour la bande dessinée. Elle illustre divers courts récits dans Circus Hors série, dans Tout va bien et dans Swiss Brothers (1978). Elle publie également dans B.D. et dans Ah ! Nana. 
Matricule 45 000 est sa première grande bande dessinée, elle la publie dans la revue Circus en 1979, sur un scénario de Jean-Pierre Andrevon ; elle paraît aussi en album, en 1982. Véronik en dessine la suite Neurones Trafic, publiée en 1985,. 
Véronik dessine ensuite le premier épisode de Lou Strass en 1987, encore pour Circus, sur un scénario de Jan Bucquoy. Il est publié en album en 1988. Mais la série est interrompue sur plainte de lecteurs trouvant que Bucquoy et Véronik sont allés trop loin ; Véronik en est découragée et envisage d'arrêter.
Elle conçoit alors plusieurs bandes dessinées pour la prévention du Sida, à la demande de Aide Suisse Sida. Elle contribue en 1995 à illustrer l'encyclopédie Les plus belles histoires du monde.
Véronik Frossard DeRose s'oriente plus vers la peinture à partir de 1992, et s'y consacre à partir de 1995. Elle ouvre un atelier-galerie à Oron-la-Ville en 1997, organise des expositions et enseigne le dessin.

## Albums
- Matricule 45 000[3] :
  1. Matricule 45 000, scénario de Jean-Pierre Andrevon, dessin de Véronik, noir et blanc, Glénat, 1982, 62 planches  (ISBN 2-7234-0276-2) ;
  2. Neurones Trafic, scénario de Jean-Pierre Andrevon, dessin de Véronik, noir et blanc, Glénat, 1985, 46 planches  (ISBN 2-7234-0524-9).

- Lou Strass[4] :
  1. Only you, scénario de Jan Bucquoy, dessin de Véronik, quadrichromie, Glénat, 1988, 46 planches  (ISBN 2-7234-0931-7).